# アランムラ・ポナマ
アランムラ・ポナマ(Aranmula Ponnamma、1914年9月22日 - 2011年2月1日）は、インドの女優。ケララ州アランムラ出身。
マラヤーラム語映画界の母とされるマラヤーラム語映画を代表する女優の一人である。1995年のアドゥール・ゴーパーラクリシュナン監督の映画『マン・オブ・ザ・ストーリー』で国家映画賞の最優秀助演女優賞を受賞している。

## 主な出演作品
- マン・オブ・ザ・ストーリー Kathapurushan （1995）
- レラム Lelam （1997）